# Pterosphenus

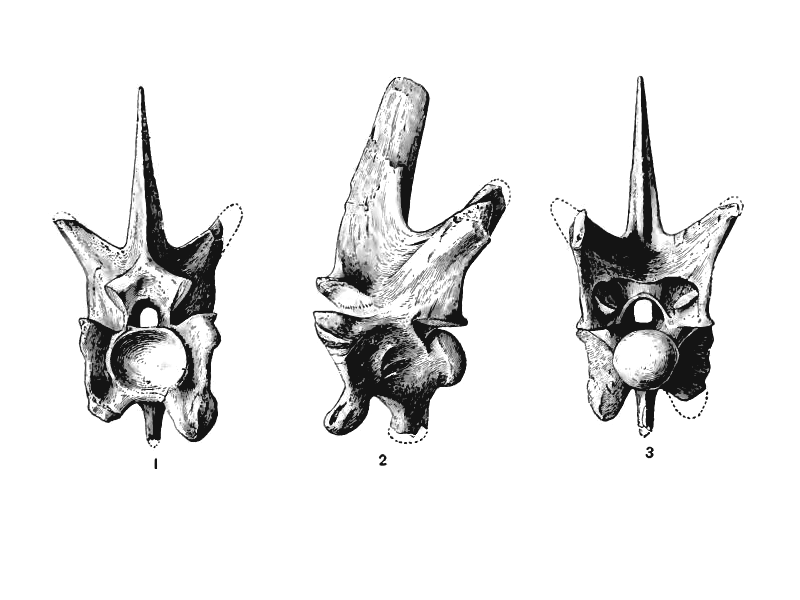
Les vertèbres de Pterosphenus schucherti, hautes et étroites, dénotent la forte adaptation du genre au mode de vie aquatique.

Genre
Pterosphenus est un genre fossile de serpents fossiles de l'Éocène.

## Classification
Pterosphenus appartient à la famille de serpents fossiles aquatiques Palaeophiidae, où il est placé traditionnellement avec le genre Palaeophis dans la sous-famille des Palaeophiinae. Cependant, la position phylogénétique du groupe et la topologie interne au sein de la famille sont encore approximatives, de par le caractère partiel des fossiles trouvés

## Liste d'espèces
- †Pterosphenus biswasi Rage et al., 2003 - Inde[4]
- †Pterosphenus kutchensis Rage et al., 2003 - Inde [4]
- †Pterosphenus schucherti Lucas, 1898 - espèce type - États-Unis[5]
- †Pterosphenus schweinfurthi Andrews, 1901 - Égypte[6]
- †Pterosphenus sheppardi Hoffstetter, 1958 - Équateur[7]

## Description

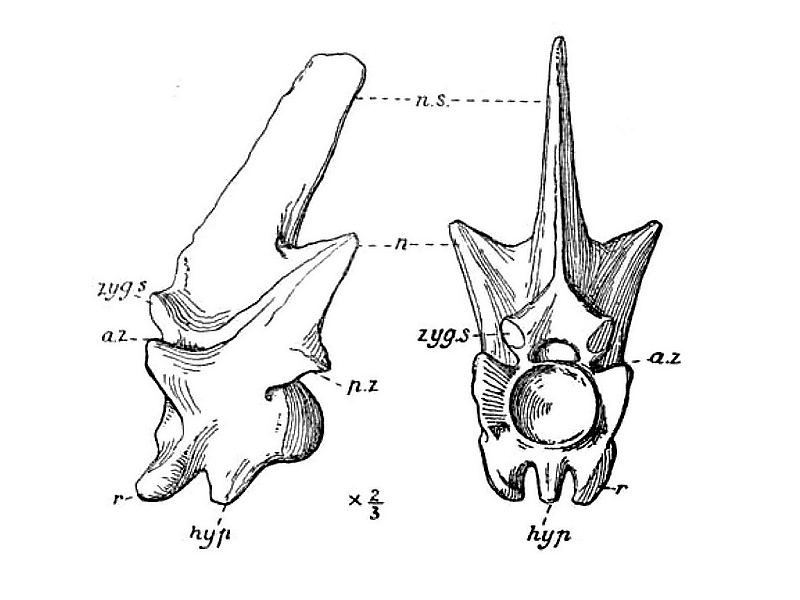
Vertèbres de Pterosphenus schweinfurthi provenant d'Égypte.

Connu seulement par des vertèbres isolées et articulées, Pterosphenus semble avoir été un serpent aquatique de taille imposante, fortement adapté à l'environnement marin. Il possédait ainsi des vertèbres caractéristiques, très hautes et aux ptérapophyses fortement développées, qui lui conféraient un aspect général particulièrement comprimé latéralement. Comme pour les autres Palaeophiidés, ces caractères semblent avoir été directement impliqués dans sa propulsion active liée à son mode de vie pélagique,,. Basée sur l'espèce nord-américaine P. shucherti, sa taille est estimée entre 2,5 et 4,8 m, avec un maximum de 5,7 m de longueur pour les plus grandes vertèbres étudiées. Aucun crâne ou élément crânien n'a encore été découvert ou scientifiquement décrit.

## Paléoenvironnement
Durant l’Éocène, Pterosphenus vivait dans les eaux peu profondes de la Téthys (en Afrique du Nord, des fossiles ont été retrouvés au Maroc, en Libye et en Égypte) et des océans d'Amérique du Nord (d'autres fossiles sont connus dans l'Est des États-Unis,,,), d'Amérique du Sud (Équateur) et en Asie (Inde). Il s'agissait d'un superprédateur, partageant son écosystème avec des cétacés fossiles tels que Zygorhiza, Dorudon ou Basilosaurus.

### Publication originale
- (en) F. A. Lucas, « A new snake from the Eocene of Alabama », Proceedings of the United States National Museum, Washington, vol. 21, no 1164,‎ 1898, p. 637–638 (ISSN 0096-3801 et 2377-6560, OCLC 1259735, DOI 10.5479/SI.00963801.21-1164.637, lire en ligne).